# Militaire Orde van Verdienste (Bulgarije)

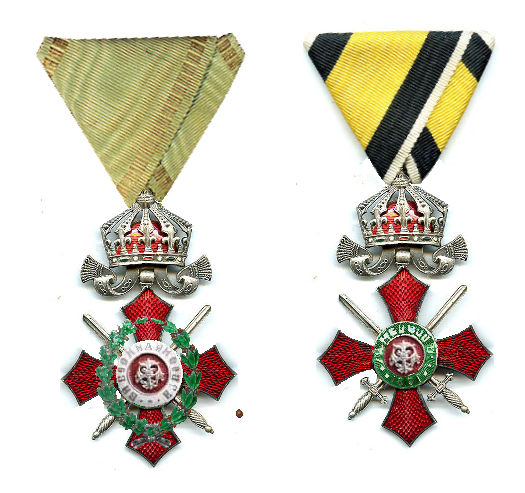
Tweemaal het Kruis van de orde. Eenmaal de IVe Klasse aan het lint van de Orde voor Dapperheid met op de armen van het kruis de lauwerkrans, eenmaal de Ve Klasse in de normale uitvoering.

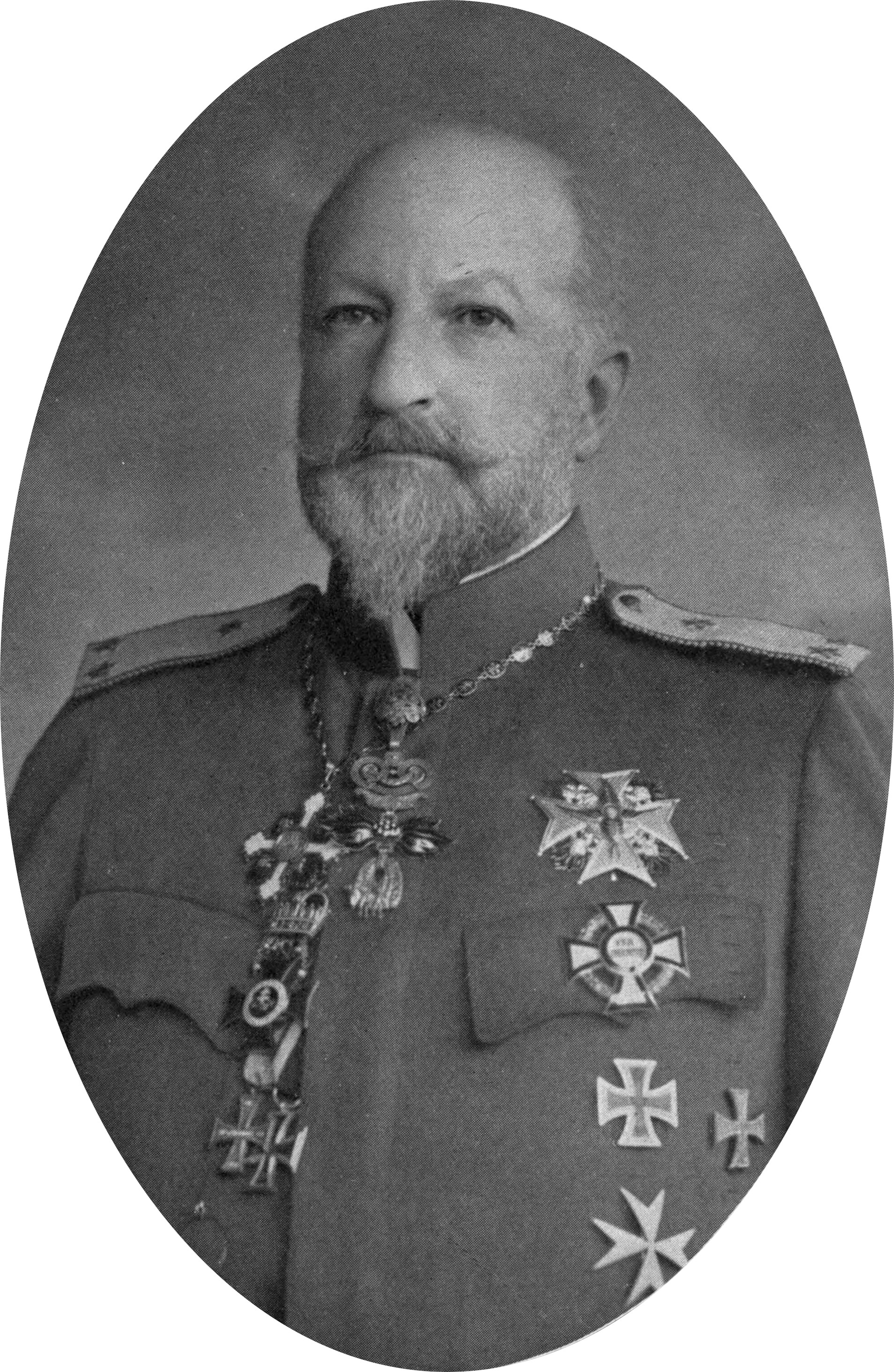
De stichter, Tsaar Ferdinand, met het kruis van de orde

De Bulgaarse Orde voor Militaire Verdienste (Bulgaars: Орден "За военна заслуга") werd op 18 mei 1900 door vorst Ferdinand I van Bulgarije ingesteld. In de periode tot aan de val van de Bulgaarse monarchie had de orde vijf, later zes graden die min of meer overeenkomen met de gebruikelijke klassen van een Europese ridderorde. De Bulgaarse vorst, na 1908 koning of tsaar genoemd, was de grootmeester van de orde.
De orde werd, zonder onderscheid te maken tussen de rangen van de strijdkrachten, voor militaire verdienste en dapperheid in het gevecht toegekend. Ook vreemdelingen kwamen voor deze onderscheiding in aanmerking. De orde werd ook in vredestijd toegekend.
Het versiersel van de orde kreeg hetzelfde model als het kruis van de oudere Bulgaarse Orde van Burgerlijke Verdienste waarvan het de militaire evenknie was.
Tijdens de Eerste Wereldoorlog was Bulgarije een bondgenoot van Duitsland, Turkije en Oostenrijk-Hongarije. Tijdens de Tweede Wereldoorlog koos Bulgarije wederom de zijde van Duitsland. Ook Duitse en Oostenrijkse militairen werden tijdens de Tweede Wereldoorlog met de Bulgaarse Militaire Orde van Verdienste onderscheiden voor hun aandeel in de bezetting van de aan Bulgarije toegekend bezettingszones in Griekenland en in Joegoslavië. In september 1944, na de Bulgaarse capitulatie voor de naderende troepen van de Sovjet-Unie, de staatsgreep van 9 september 1944 en het wisselen van het bondgenootschap, werd het uiterlijk van het kruis in twee opzichten veranderd. In het vervolg werd het koninklijke monogram van het centrale medaillon vervangen door de nationale driekleur en het lint met de kleuren van de dynastie werd vervangen door dat van de Orde van Burgerlijke Verdienste. Na de machtsgreep van de communisten heeft de orde nog even bestaan, maar het nieuwe regime heeft de koninklijke orden uiteindelijk allemaal vervangen door socialistische orden. Na de val van de communistische dictatuur werd de orde weer in ere hersteld.
Nimmergut laat de orde tot 1944 bestaan maar elders heet het dat deze tot in de jaren 50 bestond.

## De herstelde Militaire Orde van Verdienste

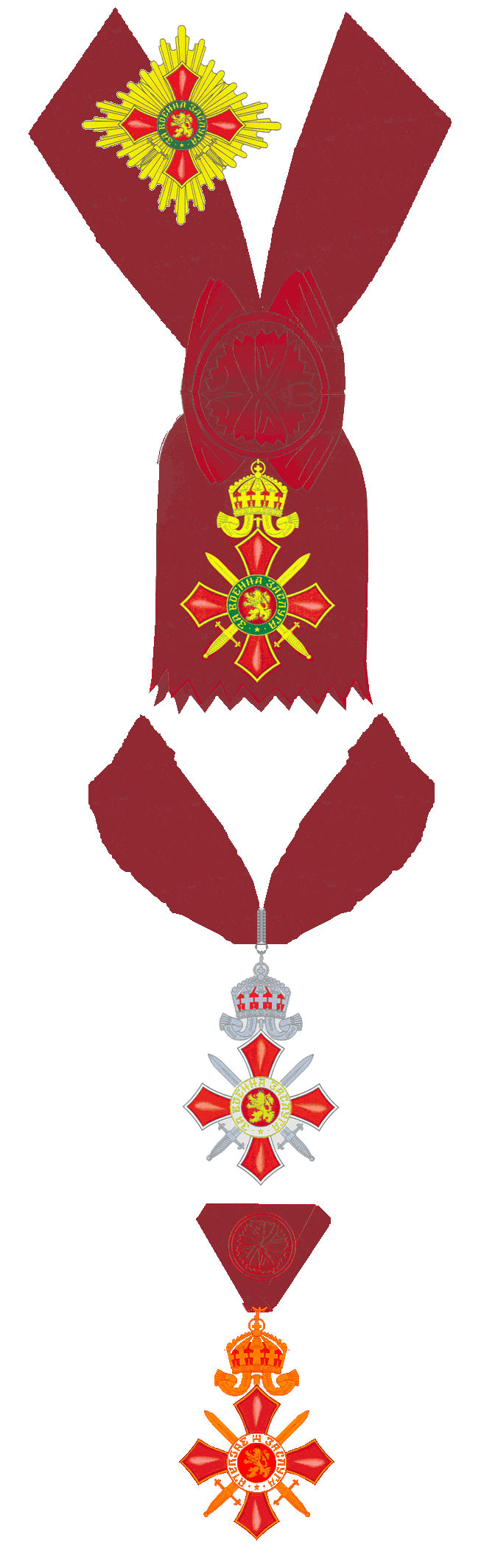
De insignia van de drie klassen van de moderne orde.

Na de val van de communistische regering werd de Militaire Orde van Verdienste op 13 juni 2004 wederom ingesteld. De orde kreeg drie klassen en wordt door de president van Bulgarije toegekend.
De Militaire Orde van Verdienste wordt door de Republiek Bulgarije verleend voor "belangrijke militaire verdiensten, medewerking aan het bewaren van de vrede of aan humanitair werk en voor lange en trouwe dienst bij het bewaken van de nationale veiligheid". De statuten van de orde zijn dus met de tijd meegegaan. Zij bieden de mogelijkheid om de orde te verlenen naar aanleiding van Bulgaarse deelname aan vredesoperaties en acties van de Verenigde Naties en andere internationale organisaties zoals de NAVO.
De verwijzing naar "het bewaken van de nationale veiligheid" houdt in dat de Militaire Orde van Verdienste meer dan voorheen ook voor andere vormen van staatsveiligheid, zoals het bestrijden van terrorisme, kan worden verleend. Zo ontving op 5 mei 2011 het hoofd van de Nationale Veiligheidsdienst NIS, Kircho Kirov, de Ie Klasse van de orde.
Op 13 maart 2012 had president Rosen Plevneliev de Bulgaarse brigadegeneraal Zlatko Zlatev en een aantal bemanningsleden van een helikopter al met de Militaire Orde van Verdienste onderscheiden voor humanitaire hulp. Zij hadden mensen gered tijdens een overstroming. Brigadegeneraal Zlatko Zlatev ontving de Ie Klasse.

### De graden van de moderne orde
Er zijn drie klassen.
- De Eerste Klasse draagt een verguld zilveren kruis aan een 90 millimeter breed rood lint over de rechterschouder. De Ie Klasse draagt ook een verguld zilveren plaque met daarop het kruis van de orde zonder de kroon. De diameter van deze plaque in 85 millimeter. De ring rond het medaillon is op het kruis en op de plaque groen. Deze graad komt protocollair overeen met die van grootkruis.
- De Tweede Klasse draagt hetzelfde kruis in zilver aan een lint om de hals. De ring rond het medaillon is wit. Deze graad komt protocollair overeen met die van commandeur.
- De Derde Klasse draagt hetzelfde kruis in brons aan een driehoekig rood lint met daarop een rozet op de linkerborst. De ring rond het medaillon is wit. Deze graad komt protocollair overeen met die van officier of ridder.

### Versierselen
De Bulgaarse regering heeft bij de hervorming van het decoratiestelsel gekozen voor het teruggrijpen op oude namen en vormen. Net als bij de oude koninklijke Orde van Militaire Verdienste is het versiersel ook nu een rood geëmailleerd kruis van Pisa.
Toch zijn er in organisatie en vorm ook verschillen aan te wijzen. De kroon boven het kruis is iets eenvoudiger uitgevoerd. De door Stair Sainty afgebeelde sterren ontberen de geëmailleerde stenen op de ring van de kroon. De fluwelen kap in de kroon is wel rood geëmailleerd.
Alle drie de kruisen zijn even groot en zij hebben een diameter van 70 millimeter. De uitvoering van het kruis werd ten opzichte van de oude orde iets gewijzigd; in het centrale medaillon op de voorzijde wordt een gekroonde gouden leeuw, maar zonder wapenschildje op de borst, afgebeeld. Dat wapenschild was immers met het wapen van de koning versierd.
Op de groene of witte ring rond het medaillon staat in gouden, zilveren of bronskleurige letters "За военна заслуга" oftewel "Voor militaire verdienste". In het medaillon op de keerzijde zijn de strepen van de Bulgaarse vlag diagonaal afgebeeld met op de ring de woorden "Република България" oftewel "Republiek Bulgarije".
Opvallend genoeg is dit ereteken van een republiek nog steeds verhoogd met de oude tsarenkroon. Die kroon is nu het symbool van de soevereiniteit van Bulgarije.
Het lint waaraan de kruisen worden gedragen is nu bij alle drie de graden egaal donkerrood. Het lint toont geen moirépatroon.
De ster is een ruitvormige verguld-zilveren plaque met 28 gladde gestileerde stralen die uitgaan van het middelpunt. De ster is vlak en dus niet gewelfd zoals de ster en plaque van de eerdere koninklijke orde.

### Draagwijze
De draagwijze van de orde is ten opzichte van de eerdere, koninklijke, periode niet veranderd. Het kruis van de IIIe Klasse is veel groter dan andere onderscheidingen en zal daardoor sterk opvallen.

## Graden en versierselen van de orde van vóór de communistische periode
Er zijn in de jaren tussen de instelling in 1900 en het opheffen van de orde door de communistische regering drie modellen geweest. Het eerste model tussen 1900 en 1908. het tweede model tussen 1908 en 1944 en het derde model na 1944.
De kruisen van de lagere rangen zijn kleiner. Het email van de kruisen van de hogere graden ontbreekt op de armen van de Ve graad. Het kruis van de VIe Klasse is helemaal niet geëmailleerd. De kruisen van de hogere graden zijn van verguld zilver maar die van de Ve en VIe Klasse zijn van verzilverd metaal.
- De Ie Klasse droeg op de heup een grootkruis, een rood-geëmailleerd kruis met kroon, aan een breed lint over de schouder. Daar hoorde een ster die op de linkerborst werd gedragen bij. Deze graad werd in 1933 ingesteld. Voor deze hoge onderscheiding kwamen alleen hoge militairen en bestuurders in aanmerking.
- De IIe Klasse bestond uit grootofficieren, die een 63 millimeter hoog rood-geëmailleerd kruis met kroon aan een lint om de hals droegen. Dit kruis werd alleen aan generaals toegekend. De IIe Klasse droeg op de borst ook een plaque. Op deze ruit- of rhombusvormige ster werd het kruis van de orde, zonder de kroon, gelegd. Er zijn foto's waarop generaals zowel de ster van de Ie Klasse als de plaque dragen. Wanneer de onderscheiding voor moed werd toegekend werd op het kruis werd een lauwerkrans gelegd. Het kruis werd in zo'n geval aan het lint van de Militaire Orde voor Dapperheid in de Oorlog gedragen.
- De IIIe Klasse bestond uit commandeurs, die een 54 tot 63 millimeter hoog rood-geëmailleerd kruis met daarboven een kroon aan een lint om de hals droegen. Voor deze graad kwamen ook kolonels en luitenants-kolonel in aanmerking. Wanneer de onderscheiding voor moed werd toegekend werd op het kruis werd een lauwerkrans gelegd. Het kruis werd in zo'n geval aan het lint van de Militaire Orde voor Dapperheid in de Oorlog gedragen.
- De IVe Klasse bestond uit officieren, die een rood-geëmailleerd kruis droegen met kroon aan een lint met rozet op de linkerborst. Het kruis van de IVe Klasse is 48 tot 54 millimeter hoog. Wanneer de onderscheiding voor moed werd toegekend verviel de rozet maar op het kruis werd dan een lauwerkrans gelegd. Het kruis werd in zo'n geval aan het lint van de Militaire Orde voor Dapperheid in de Oorlog gedragen. Voor dit kruis kwamen hogere officieren en compagniescommandanten zoals majoors, kapiteins en stafofficieren in aanmerking
- De Ve Klasse bestond uit ridders, die een rood-geëmailleerd verzilverd metalen kruis met of zonder kroon droegen aan een lint op de linkerborst. Het kruis van de Ve Klasse is 48 tot 54 millimeter hoog. Wanneer de Ve Klasse voor moed werd toegekend werd op het kruis een lauwerkrans gelegd. Ook hier werd een voor moed toegekend kruis aan het lint van de Militaire Orde voor Dapperheid in de Oorlog gedragen. De Ve Klasse werd uitgereikt aan kapiteins, luitenants, onderofficieren en vrijwilligers die in de Servisch-Bulgaarse Oorlog, de twee Balkanoorlogen, de Eerste Wereldoorlog en de Tweede Wereldoorlog dienden.
- De VIe Klasse droeg een verzilverd, niet geëmailleerd metalen kruis met of zonder kroon aan een lint op de linkerborst. Het medaillon en de ring zijn niet geëmailleerd. Het kruis van de VIe Klasse is 48 tot 54 millimeter hoog. Wanneer de VIe Klasse voor moed werd toegekend werd op het kruis een lauwerkrans gelegd. Ook hier werd een voor moed toegekend kruis aan het lint van de Militaire Orde voor Dapperheid in de Oorlog gedragen. De VIe Klasse werd uitgereikt aan onderofficieren en vrijwilligers die in de Servisch-Bulgaarse Oorlog, de twee Balkanoorlogen, de Eerste Wereldoorlog en de Tweede Wereldoorlog dienden.

Het kruis van deze orde werd ook als miniatuur aan een lintje of kettinkje op het revers van een rokkostuum gedragen.

## Het kruis van de orde in de periode tot ongeveer 1950
Het juweel of kleinood van de orde was een rood geëmailleerd kruis van Pisa waarop een rood medaillon met tot 1944 het monogram van de stichter, vorst Ferdinand, was gelegd. Op de in vredestijd groene ring daaromheen is het motto van de orde geschreven. In oorlogstijd was de ring wit met zwarte letters. Op de keerzijde werd tot 1944 in het medaillon een leeuw met op de borst het koninklijke wapenschild afgebeeld en daar staat op de ring ook het jaartal "1891". Tussen de armen van het kruis zijn zwaarden gemonteerd.

Boven het kruis is bij de hogere graden als verhoging een hoekige Bulgaarse tsarenkroon, aangebracht. Er werden ook kruisen zonder de kroon verleend. De kroon is van verguld of verzilverd metaal en is met een bewegelijke schakel aan het kruis bevestigd.

De ring rond het monogram is bij de grootkruisen steeds wit en bij de andere graden groen of wit. Bij de VIe klasse is de ring niet geëmailleerd.

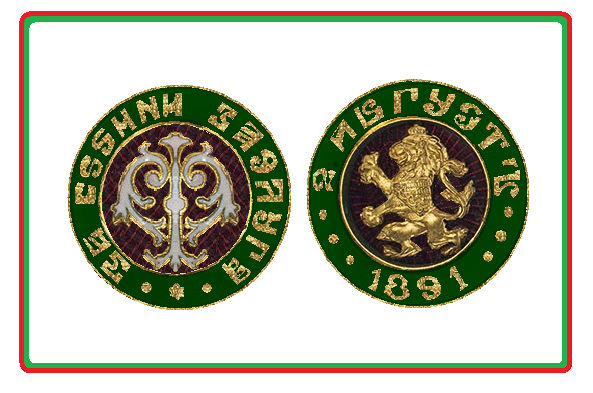
Medaillons zoals deze in vredestijd werden aangebracht op de kruisen van de hogere klassen.

De 1e Klasse werd aan een breed grootlint over de rechterschouder gedragen. Daar hoorde dan een achtpuntige zilveren ster bij. Het kruis was daar, zonder de kroon, op gelegd. De grootkruisen werden altijd aan een geel lint met een brede zwart-witte bies gedragen. Geel, wit en zwart zijn de heraldische kleuren van het Huis Saksen-Coburg en Gotha.
De kruisen van de orde werden in 1944 veranderd. Op de voorzijde werd nu de Bulgaarse driekleur aangebracht. Het lint werd dat van de Orde van Civiele Verdienste en het monogram van de koning verdween van de kruisen. De orde werd door de republiek Bulgarije na enige tijd helemaal afgeschaft.
Als materialen voor de kruisen worden goud, zilver, verguld zilver, verguld brons en verguld of verzilverd bont- en witmetaal genoemd. In de Eerste Wereldoorlog werd, naarmate de centrale mogendheden meer in het nauw werden gedrongen, meer en meer oorlogsmetaal zoals zink of Berlijns zilver gebruikt. Anderzijds zijn er ook de kostbare versierselen "met briljanten" waar puur goud en zilver werd gebruikt en het kruis met kleine briljanten werd versierd.

## De ster en de plaque (1900 - 1950)
Bij de versierselen van de Ie Klasse hoort een grote achtpuntige ster. Het kruis van de orde is, zonder kroon, op deze ster gelegd. Bij het 1e model van de ster, dat van 1900 tot 1918 werd gebruikt zijn de diagonale stralen van verguld zilver. Een dergelijke ster uit het atelier van Johann Schwerdtner in Wenen is 95 × 95 millimeter groot en weegt 1297 gram. De ster werd met een naald aan het uniform vastgemaakt en is sterk gewelfd.
De ruit- of rhombusvormige plaque van de IIe Klasse is samengesteld uit zilveren stralen. Het kruis van de orde is, zonder kroon, op deze plaque gelegd. Een dergelijke ster uit het atelier van Johann Schwerdtner in Wenen werd van verzilverd wit metaal en verguld bont metaal vervaardigd.
In de jaren 1900 - 1918 werden iets grotere sterren uitgereikt dan in de periode daarna.

## De uitvoeringen in oorlogstijd (1900 - 1950)

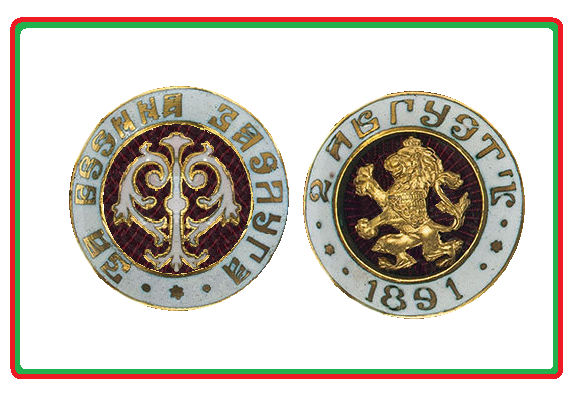
Medaillons van de kruisen van de orde zoals die tot 1944 in oorlogstijd werden verleend. Het medaillon met het monogram is de voorzijde.

De versierselen werden tijdens een oorlog in een andere uitvoering uitgereikt. Na 1916 werd in oorlogstijd een groen geëmailleerde lauwerkrans op het kruis gelegd. Daarin werd het voorbeeld van Oostenrijkse orden nagevolgd. De ring rond het medaillon was in oorlogstijd wit. Het kruis was altijd, in tijden van oorlog én vrede, versierd met de twee gekruiste en geheel vergulde of geheel zilveren zwaarden.
Als oorlogsdecoratie werd de orde met een op de armen van het kruis gelegde krans van lauweren en eikenblad toegekend. Een dergelijke krans vindt men ook op de kruisen van de Oostenrijks-Hongaarse orden.
Het driehoekige lint was geel met brede zwarte strepen en witte biezen. Wanneer de onderscheiding voor moed werd toegekend werd het kruis aan het helblauwe lint met de zilveren biesen van de Militaire Orde voor Dapperheid in de Oorlog gedragen. De grootkruisen werden altijd aan een geel lint met een brede zwart-witte bies gedragen. Geel, wit en zwart zijn de heraldische kleuren van het Huis Saksen-Coburg en Gotha.

## Insignia

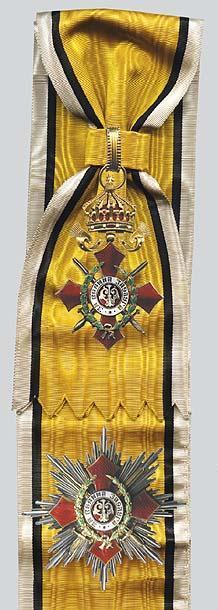
Versierselen van de Ie Klasse.
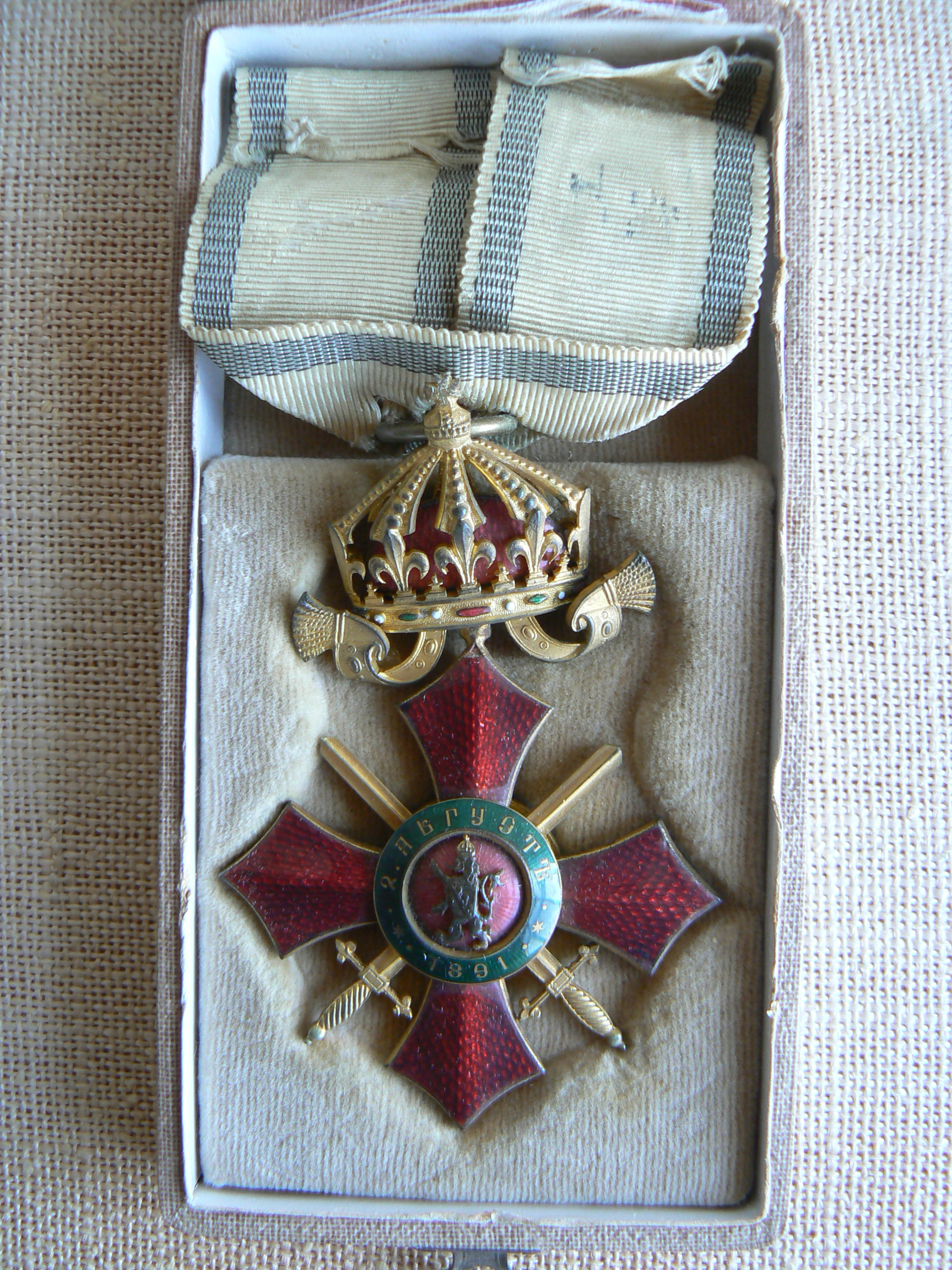
Commandeurskruis in een uitvoering van vóór de Eerste Wereldoorlog aan het lint van de Orde voor Militaire Dapperheid.
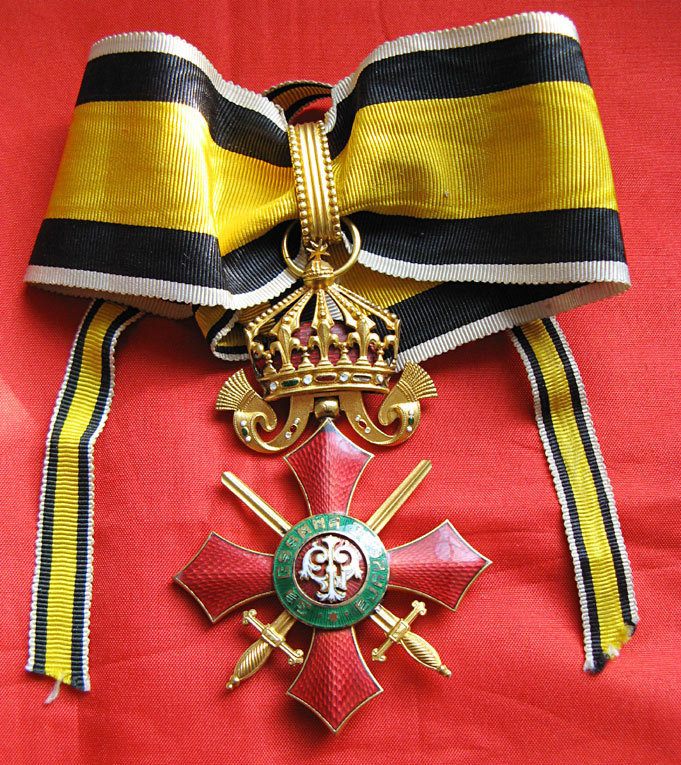
Commandeurskruis
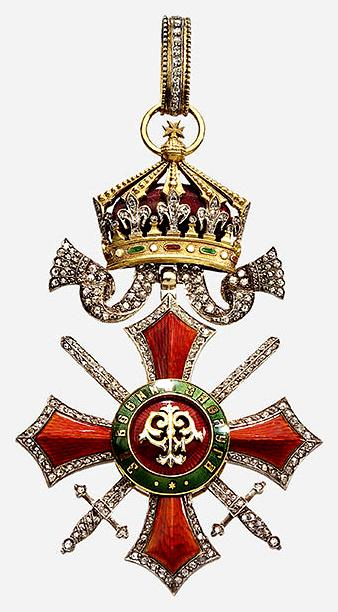
Kruis "met briljanten".
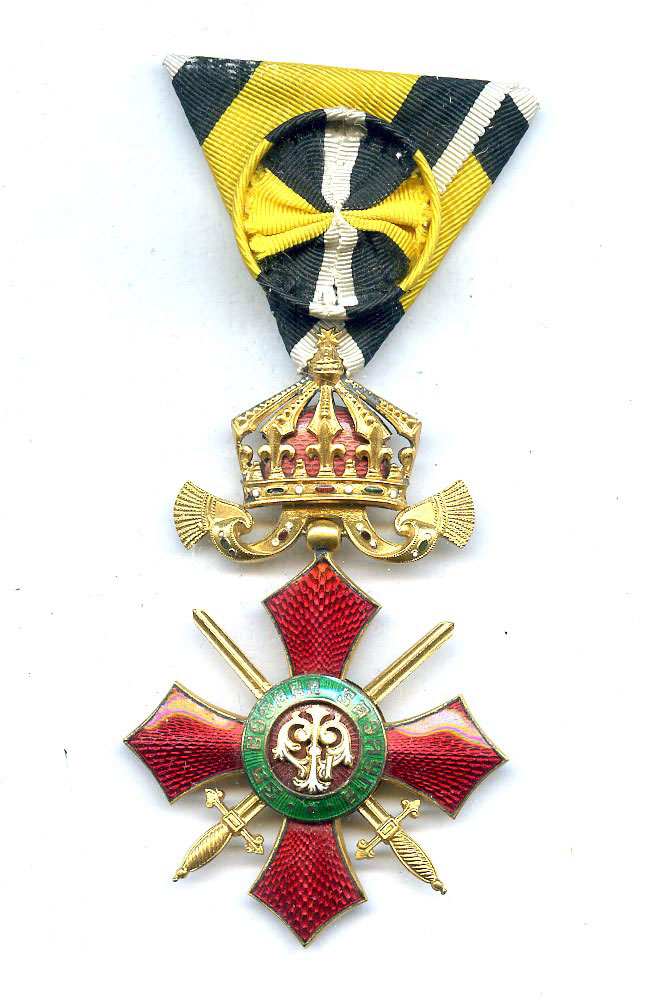
Kruis van de IVe Klasse met op het lint een rozet.
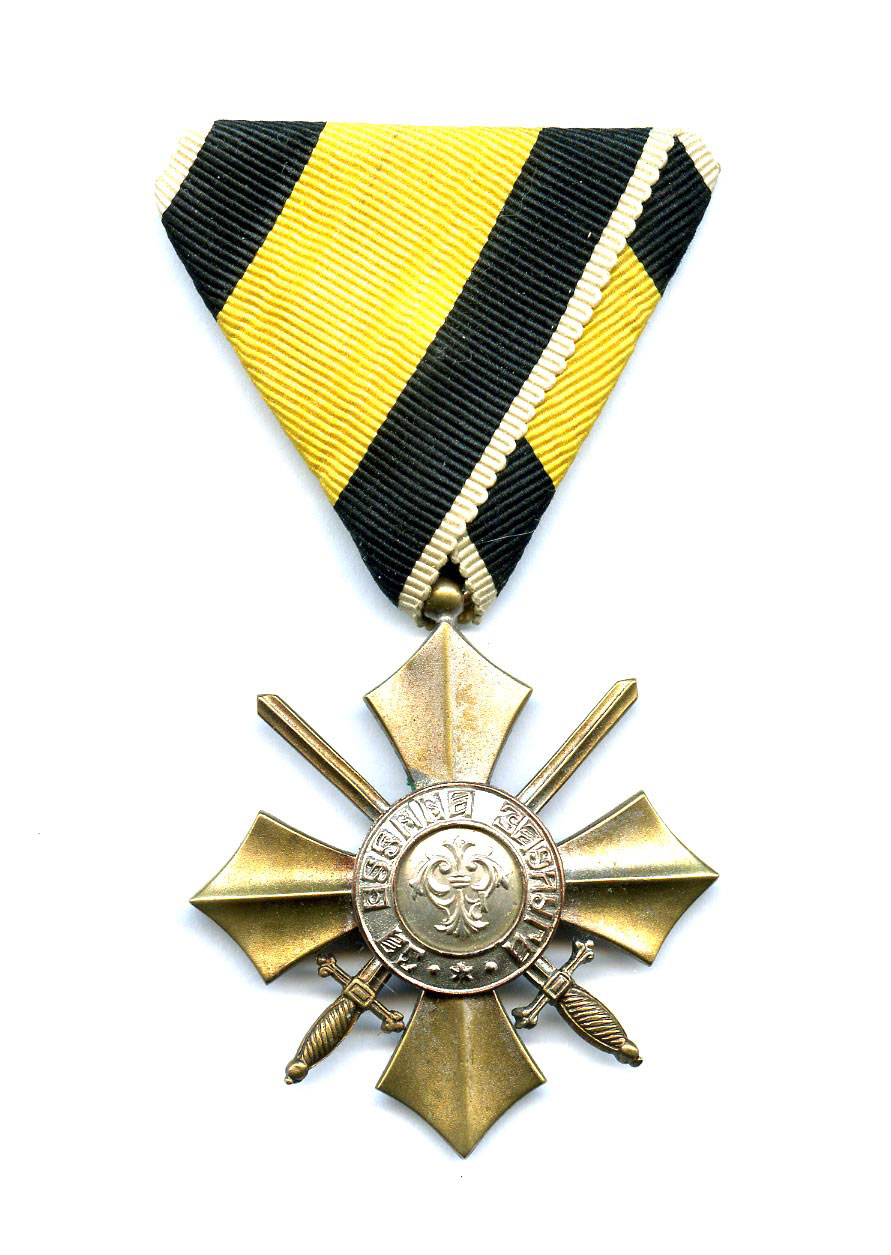
Kruis van de VIe Graad zonder kroon.
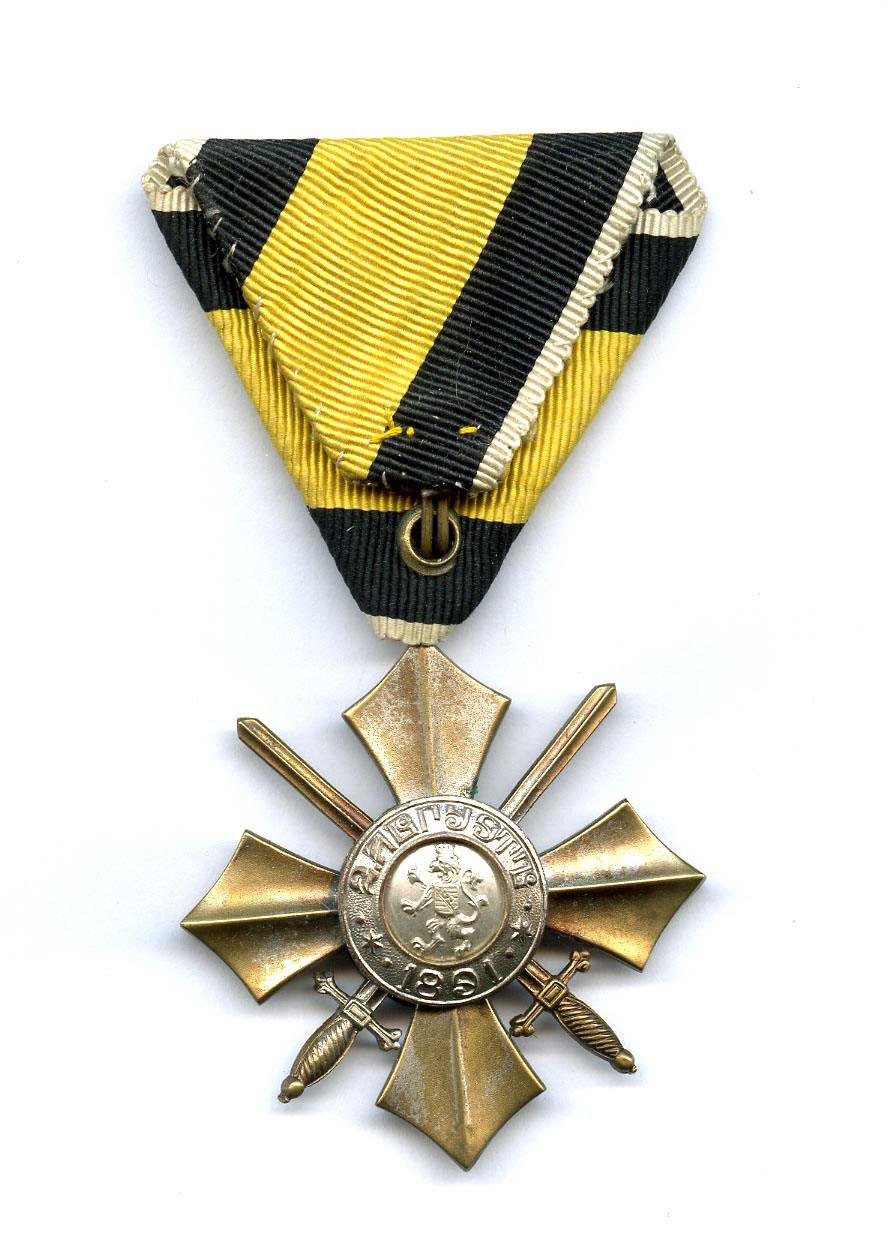
Keerzijde van een kruis van de VIe Graad zonder kroon.
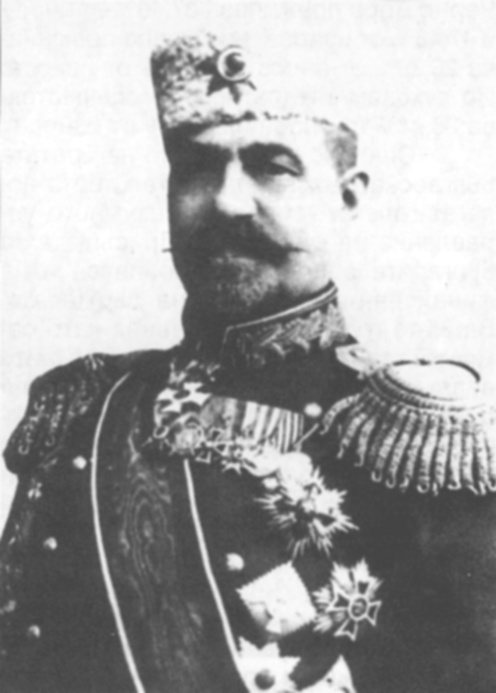
Generaal Nikifor Nikiforov draagt grootlint en ster.
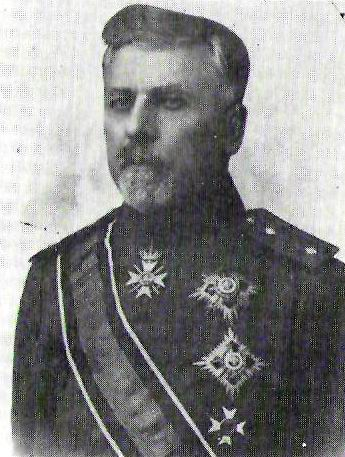
Generaal Vladimir Vazov met de sterren van de Ie en IIe Klasse en het grootlint.
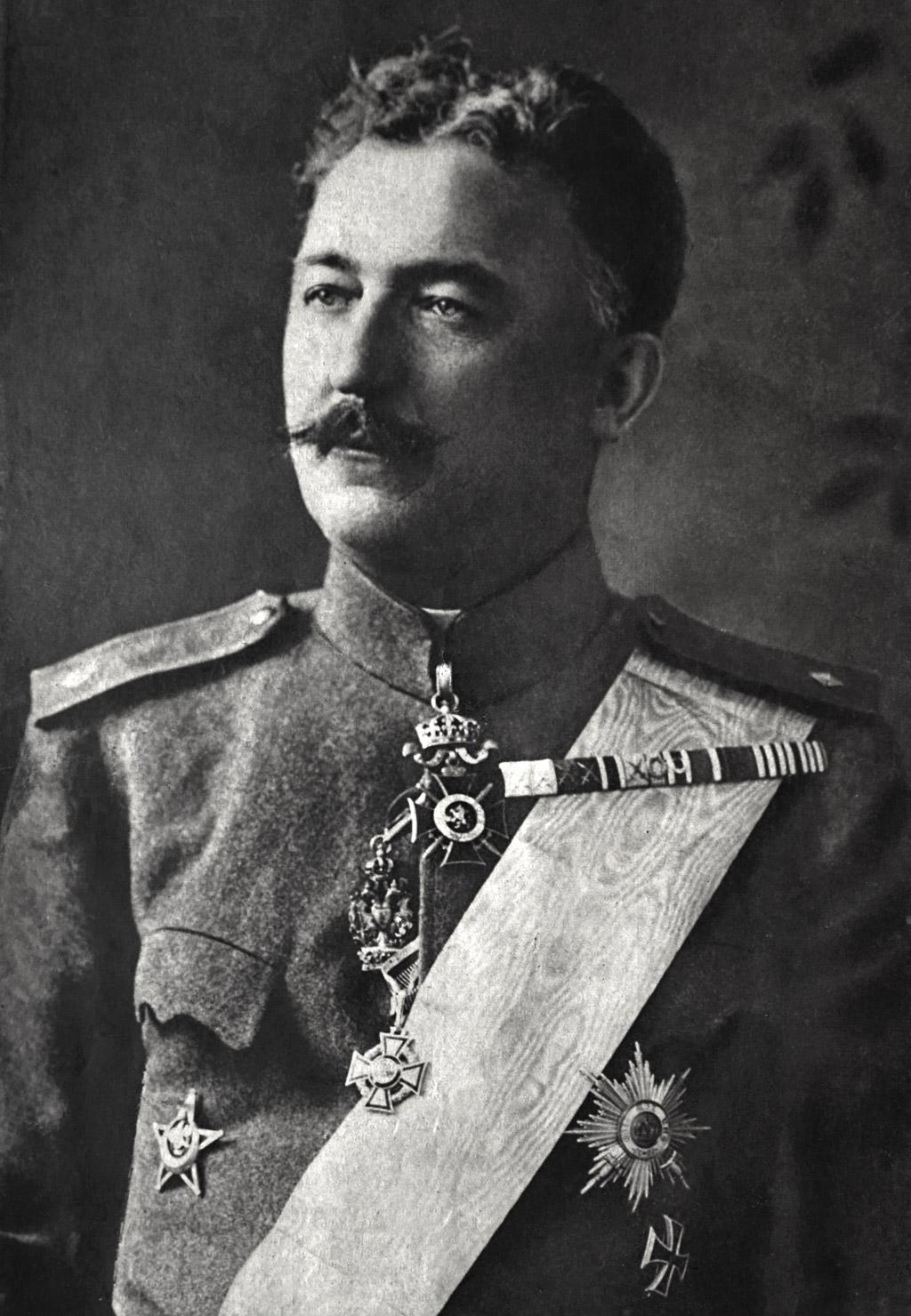
Generaal Aleksandar Protogerov draagt een kruis met een wit medaillon om de hals
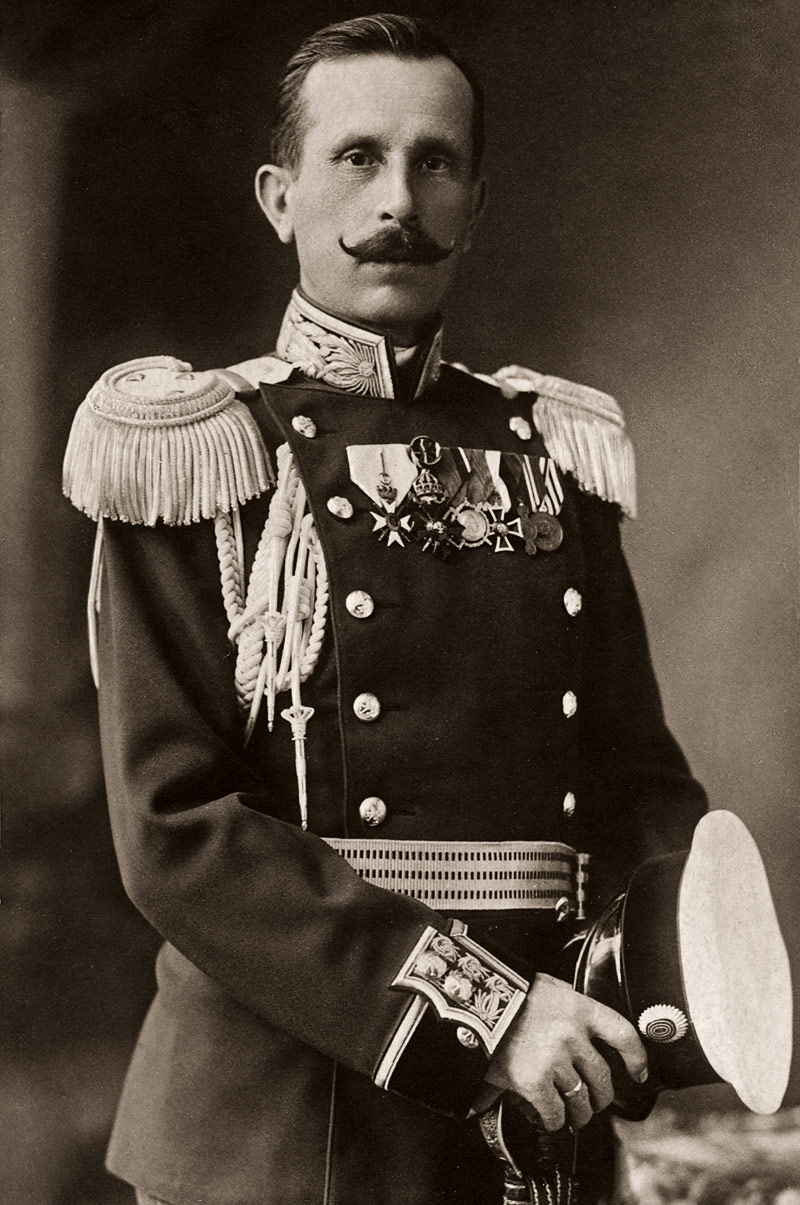
Generaal Nikola Zjekov draagt de IVe Klasse met rozet op de borst.
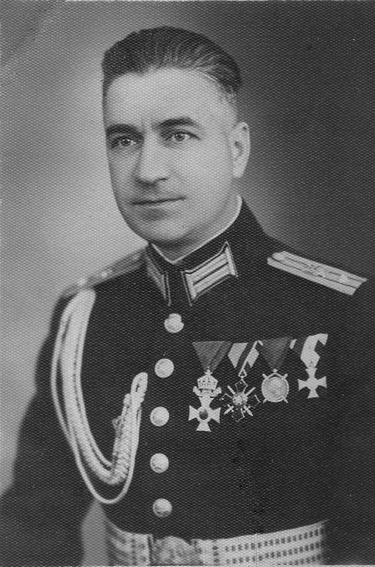
Generaal Nicola Popoff draagt een kruis Ve Klasse zonder kroon.

## Gedecoreerde
- Friedrich Rainer, (2e Klasse)
- Wilhelm Albert, (Officier)
- Viktor Lutze, (Commandeurskruis)
- Harald Turner, (1e Klasse met Zwaarden)
- Karl Wolff, (Grootkruis met breed lint en Zwaarden)
- Günther d'Alquen
- Heinrich von Maur, (Grootofficier)
- Karl-Gustav Sauberzweig, (6e Klasse)